# Villa Medicea di Collesalvetti

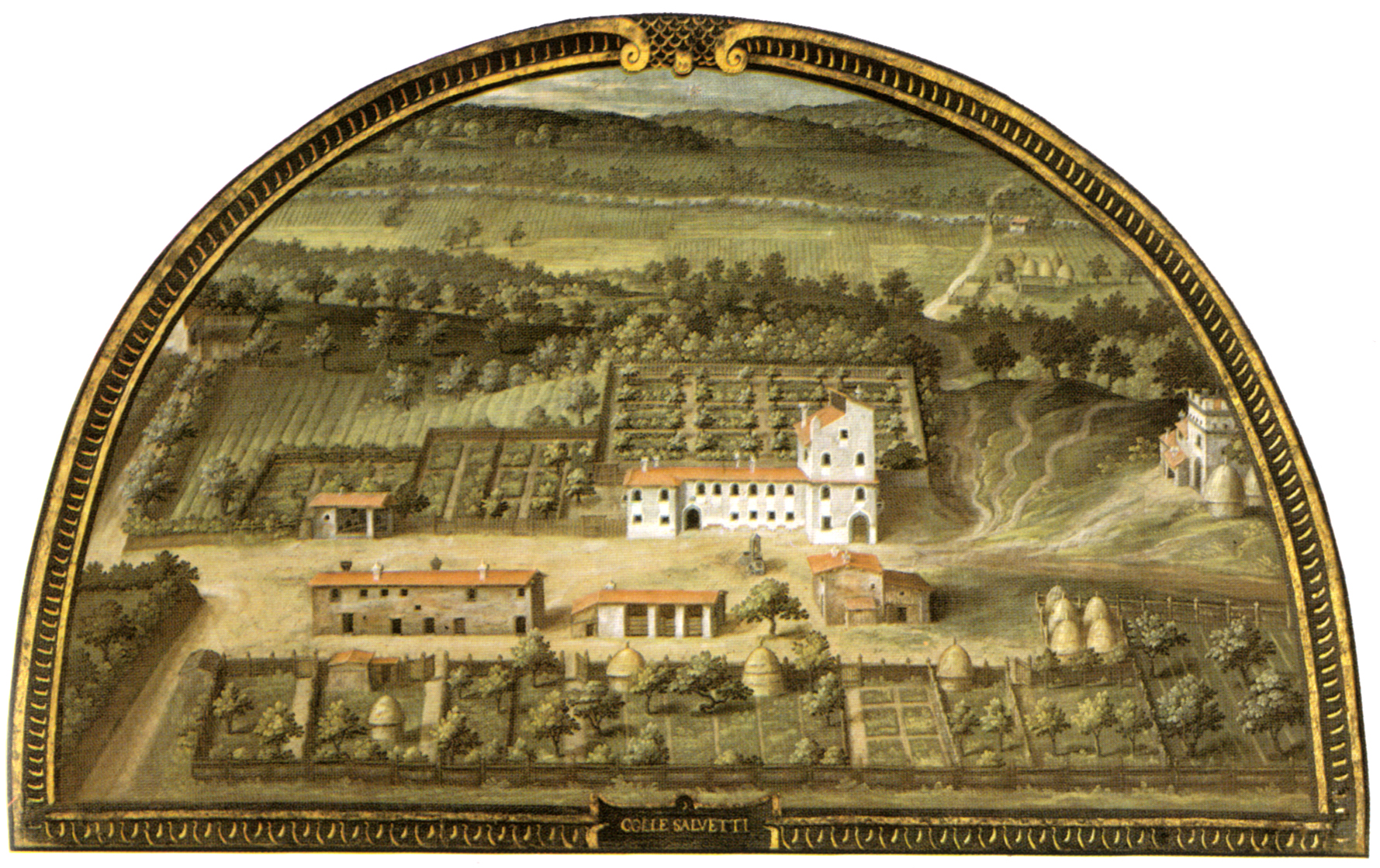
Villa Medicea di Collesalvetti, médaillon de Giusto Utens, Museo di Firenze com'era

La Villa Medicea di Collesalvetti est une villa médicéenne qui se situe au centre de  Collesalvetti en province de Livourne.
Située sur ce qui était anciennement appelé col Pisano, se trouvait la propriété de la famille Salvetti, qui donna son nom à Collesalvetti.
L'édifice d'origine fut probablement construit au début du XVe siècle, pour ensuite être vendu  le 15 juin 1476 avec les terres contiguës par Cesare di Guido di Nanni d'Arezzo, à Laurent le Magnifique et son frère Julien de Médicis.
Parmi les descriptions des possessions des Médicis, elle était indiquée comme palazzo da Signore, même en étant simplement une exploitation agricole avec ses annexes, employée comme relais d'étape pendant les voyages de la famille grand-ducale ou pour les parties de chasse.
La propriété fut agrandie  en 1571 sous Cosme Ier de Toscane comme l'exposent  un plan de la ferme et une vue en perspective  avec ses bâtiments contigus  et les pavillons adjacents, dessinés par l'ingénieur Caluri en 1777, qui  montre l'aspect  de la résidence à cette époque.
En 1737 avec la venue en Toscane des Habsbourg-Lorraine, la ferme entra dans leurs possessions.
Aujourd'hui elle a été absorbée par le tissu urbain  et se reste bien visible  piazza della Repubblica de Collesalvetti.

## Sources
- (it) Cet article est partiellement ou en totalité issu de l’article de Wikipédia en italien intitulé « Villa medicea di Collesalvetti » (voir la liste des auteurs).